# Palácio dos Papas de Sorgues

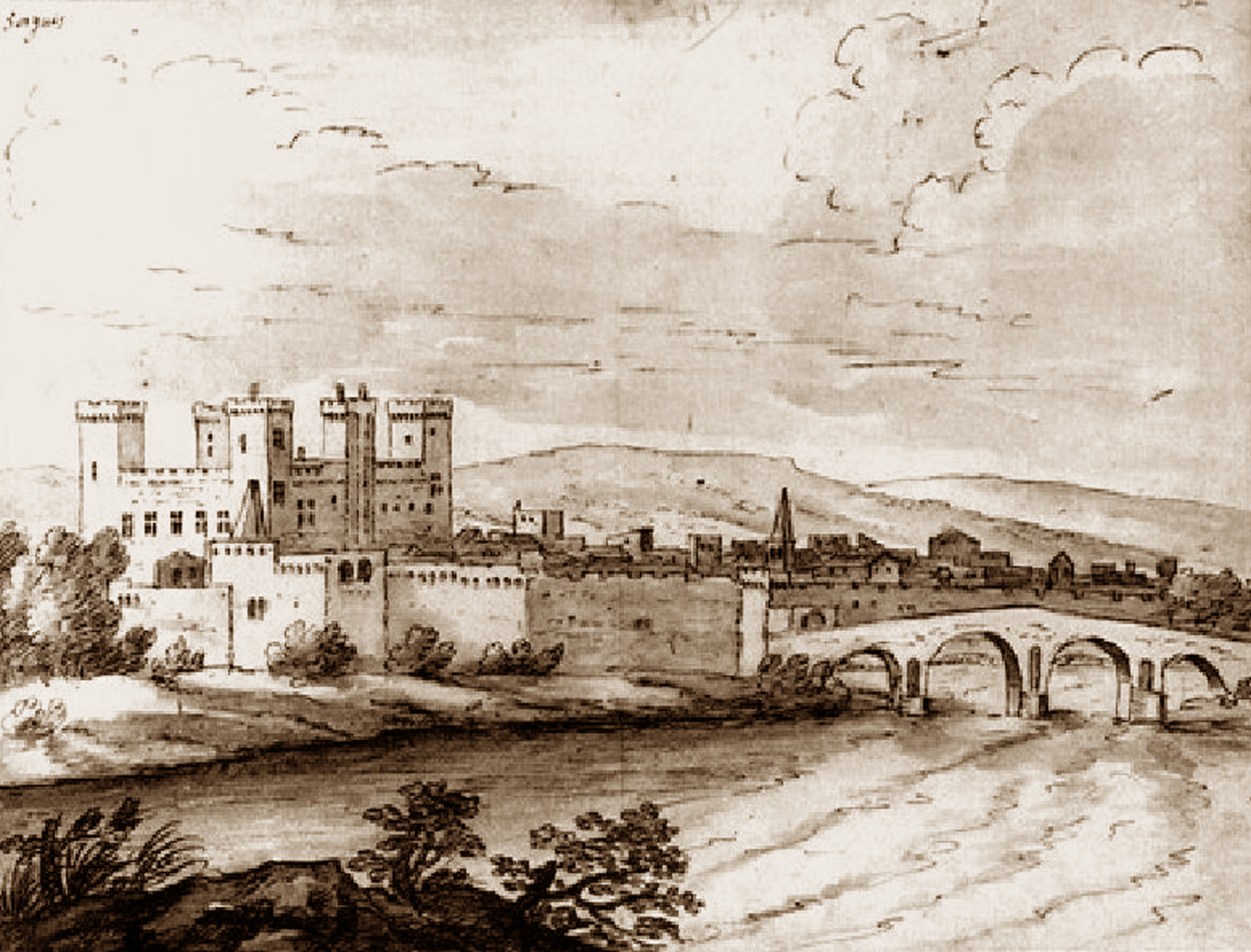
Palácio dos Papas, em Avignon, álbum Laincel, Museu Calvet

O Palácio dos Papas Sorgues é a primeira residência papal construída por Papado de Avinhão no século XIV. Ele era procurado por João XXII e sua construção antes da idade de 18 Palácio dos Papas de Avinhão. Esta luxuosa residência tem servido como um modelo para a construção do palácio de Avinhão cardeais. Permanece até hoje as ruínas, o palácio foi desmontado durante a Revolução Francesa pelos construtores que a cidade de Sorgues tinha vendido .
O sítio está localizado na margem esquerda do rio Sorgue (atual Rio Ouvèze) perto de sua confluência com o Ródano. O rio foi, então, atravessado por uma ponte que estava fortificado comunicam sul e norte Condado Venaissino de acordo com a rota da estrada romana antiga que remonta a  Orange
É cercada por uma grande planície delimitada a leste por duas colinas: a Montagne  (113 m) e Séve (90 m).